# إبراهيم المصري (لاعب كرة يد)
إبراهيم المصري لاعب كرة يد مصري ، ويلعب حاليًا للنادي الأهلي ومنتخب مصر.

## وصلات خارجية
- إبراهيم المصري على موقع الاتحاد الدولي لكرة اليد (الإنجليزية)
- إبراهيم المصري على موقع اللجنة الأولمبية الدولية (الإنجليزية)
- إبراهيم المصري على موقع أوليمبيديا (الإنجليزية)